# Unione Sportiva Palermo 1963-1964
Questa voce raccoglie le informazioni riguardanti l'Unione Sportiva Palermo nelle competizioni ufficiali della stagione 1963-1964.

## Stagione
Tornato in Serie B, il Palermo termina il campionato a metà classifica (12º posto) ed in Coppa Italia viene eliminato al Primo turno dalla Fiorentina (3-0 sul campo neutro di Livorno).

## Rosa
| N. |                   | Ruolo | Calciatore            |
| -- | ----------------- | ----- | --------------------- |
|    | Italia (bandiera) | P     | Claudio Bandoni       |
|    | Italia (bandiera) | P     | Francesco Morana      |
|    | Italia (bandiera) | P     | Ugo Rosin             |
|    | Italia (bandiera) | D     | Pietro Adorni         |
|    | Italia (bandiera) | D     | Bruno Giorgi          |
|    | Italia (bandiera) | D     | Ottavio Franceschetti |
|    | Italia (bandiera) | C     | Giorgio Ramusani      |
|    | Italia (bandiera) | C     | Alberto Malavasi      |
|    | Italia (bandiera) | C     | Giulio Cesare Spagni  |
|    | Italia (bandiera) | C     | Gianluigi Maggioni    |
|    | Italia (bandiera) | C     | Enzo Benedetti        |

| N. |                    | Ruolo | Calciatore        |
| -- | ------------------ | ----- | ----------------- |
|    | Italia (bandiera)  | C     | Dante Castellazzi |
|    | Italia (bandiera)  | C     | Zeffiro Cattaneo  |
|    | Italia (bandiera)  | C     | Franco Viappiani  |
|    | Brasile (bandiera) | C     | Faustinho         |
|    | Italia (bandiera)  | C     | Remo Peretti      |
|    | Italia (bandiera)  | C     | Angelo Busetta    |
|    | Italia (bandiera)  | C     | Enrico Cecchi     |
|    | Italia (bandiera)  | A     | Guido Postiglione |
|    | Italia (bandiera)  | A     | Santino Maestri   |
|    | Italia (bandiera)  | A     | Franco Deasti     |
|    | Italia (bandiera)  | A     | Giorgio Fogar     |

## Calciomercato
| Acquisti | Acquisti              | Acquisti    | Acquisti   |
| R.       | Nome                  | da          | Modalità   |
| -------- | --------------------- | ----------- | ---------- |
| P        | Francesco Morana      | Sconosciuta | definitivo |
| D        | Ottavio Franceschetti | Sconosciuta | definitivo |
| C        | Remo Peretti          | Sconosciuta | definitivo |
| C        | Dante Castellazzi     | Mantova     | definitivo |
| C        | Zeffiro Cattaneo      | Sconosciuta | definitivo |
| C        | Franco Viappiani      | Sconosciuta | definitivo |
| C        | Angelo Busetta        | Sconosciuta | definitivo |
| A        | Guido Postiglione     | Bari        | definitivo |
| A        | Giorgio Fogar         | Grosseto    | definitivo |

| Cessioni | Cessioni           | Cessioni | Cessioni      |
| R.       | Nome               | a        | Modalità      |
| -------- | ------------------ | -------- | ------------- |
| D        | Vittorio Calvani   | Genoa    | definitivo    |
| D        | Giorgio Sereni     | Padova   | definitivo    |
| D        | Elio Grani         | -        | fine carriera |
| C        | Fernando           | Bari     | definitivo    |
| C        | Rune Börjesson     | Juventus | fine prestito |
| C        | Lennart Skoglund   | Hammarby | definitivo    |
| C        | Pier Luigi Cignani | Lazio    | definitivo    |
| A        | Carlo Volpi        | Mantova  | definitivo    |
| A        | Luigi De Robertis  | Modena   | definitivo    |

## Risultati

### Serie B

#### Girone di andata
| 15 settembre 1963 1ª giornata | Palermo | 2 – 0 | Verona |  |

| 22 settembre 1963 2ª giornata | Palermo | 0 – 0 | Varese |  |

| 29 settembre 1963 3ª giornata | Prato | 2 – 1 | Palermo |  |

| 6 ottobre 1963 4ª giornata | Venezia | 1 – 1 | Palermo |  |

| 13 ottobre 1963 5ª giornata | Palermo | 0 – 0 | Lecco |  |

| 27 ottobre 1963 6ª giornata | Brescia | 1 – 1 | Palermo |  |

| 3 novembre 1963 7ª giornata | Padova | 1 – 0 | Palermo |  |

| 10 novembre 1963 8ª giornata | Palermo | 3 – 3 | Triestina |  |

| 17 novembre 1963 9ª giornata | Palermo | 0 – 0 | Simmenthal-Monza |  |

| 24 novembre 1963 10ª giornata | Pro Patria | 0 – 0 | Palermo |  |

| 1º dicembre 1963 11ª giornata | Foggia & Incedit | 1 – 0 | Palermo |  |

| 8 dicembre 1963 12ª giornata | Palermo | 0 – 1 | Cagliari |  |

| 15 dicembre 1963 13ª giornata | Palermo | 4 – 0 | Napoli |  |

| 22 dicembre 1963 14ª giornata | Catanzaro | 3 – 1 | Palermo |  |

| 29 dicembre 1963 15ª giornata | Palermo | 0 – 0 | Alessandria |  |

| 5 gennaio 1964 16ª giornata | Palermo | 1 – 0 | Udinese |  |

| 9 dicembre 1979 17ª giornata | Parma | 0 – 1 | Palermo |  |

| 19 gennaio 1964 18ª giornata | Cosenza | 1 – 0 | Palermo |  |

| 26 gennaio 1964 19ª giornata | Palermo | 0 – 1 | Potenza |  |

#### Girone di ritorno
| 2 febbraio 1964 20ª giornata | Verona | 2 – 1 | Palermo |  |

| 16 febbraio 1964 21ª giornata | Varese | 0 – 0 | Palermo |  |

| 23 febbraio 1964 22ª giornata | Palermo | 1 – 0 | Prato |  |

| 1º marzo 1964 23ª giornata | Palermo | 0 – 0 | Venezia |  |

| 8 marzo 1964 24ª giornata | Lecco | 2 – 0 | Palermo |  |

| 15 marzo 1964 25ª giornata | Palermo | 1 – 0 | Brescia |  |

| 22 marzo 1964 26ª giornata | Palermo | 0 – 1 | Padova |  |

| 29 marzo 1964 27ª giornata | Triestina | 1 – 3 | Palermo |  |

| 5 aprile 1964 28ª giornata | Simmenthal-Monza | 0 – 1 | Palermo |  |

| 12 aprile 1964 29ª giornata | Palermo | 0 – 0 | Pro Patria |  |

| 26 aprile 1964 30ª giornata | Palermo | 0 – 0 | Foggia & Incedit |  |

| 3 maggio 1964 31ª giornata | Cagliari | 3 – 0 | Palermo |  |

| 10 maggio 1964 32ª giornata | Napoli | 0 – 0 | Palermo |  |

| 17 maggio 1964 33ª giornata | Palermo | 0 – 0 | Catanzaro |  |

| 24 maggio 1964 34ª giornata | Alessandria | 0 – 0 | Palermo |  |

| 31 maggio 1964 35ª giornata | Udinese | 0 – 1 | Palermo |  |

| 7 giugno 1964 36ª giornata | Palermo | 0 – 0 | Parma |  |

| 14 giugno 1964 37ª giornata | Palermo | 2 – 2 | Cosenza |  |

| 21 giugno 1964 38ª giornata | Potenza | 2 – 0 | Palermo |  |

### Coppa Italia
| Livorno 8 settembre 1963 Primo turno                            | Palermo   | 0 – 3                         | Fiorentina | Stadio Armando Picchi |
| \| \| \| \| \| \| Marcatori \| 18’, 58’ Hamrin 60’ Seminario \| |           |                               |            |                       |
|                                                                 |           |                               |            |                       |
|                                                                 | Marcatori | 18’, 58’ Hamrin 60’ Seminario |            |                       |

## Statistiche

### Statistiche di squadra
| Competizione | Punti | In casa | In casa | In casa | In casa | In casa | In casa | In trasferta | In trasferta | In trasferta | In trasferta | In trasferta | In trasferta | Totale | Totale | Totale | Totale | Totale | Totale | DR |
| Competizione | Punti | G       | V       | N       | P       | Gf      | Gs      | G            | V            | N            | P            | Gf           | Gs           | G      | V      | N      | P      | Gf     | Gs     | DR |
| ------------ | ----- | ------- | ------- | ------- | ------- | ------- | ------- | ------------ | ------------ | ------------ | ------------ | ------------ | ------------ | ------ | ------ | ------ | ------ | ------ | ------ | -- |
| Serie B      | 35    | 19      | 5       | 11      | 3       | 14      | 8       | 19           | 4            | 6            | 9            | 11           | 20           | 38     | 9      | 17     | 12     | 25     | 28     | -3 |
| Coppa Italia |       | 1       | 0       | 0       | 1       | 0       | 3       | -            | -            | -            | -            | -            | -            | 1      | 0      | 0      | 1      | 0      | 3      | -3 |
| Totale       |       | 20      | 5       | 11      | 4       | 14      | 11      | 19           | 4            | 6            | 9            | 11           | 20           | 39     | 9      | 17     | 13     | 25     | 31     | -6 |

### Statistiche dei giocatori
| Giocatore        | Serie B  | Serie B | Coppa Italia | Coppa Italia | Totale   | Totale |
| Giocatore        | Presenze | Reti    | Presenze     | Reti         | Presenze | Reti   |
| ---------------- | -------- | ------- | ------------ | ------------ | -------- | ------ |
| P. Adorni        | 23       | 0       | -            | -            | 23       | 0      |
| C. Bandoni       | 36       | -24     | 1            | -3           | 37       | -27    |
| E. Benedetti     | 32       | 0       | 1            | 0            | 33       | 0      |
| A. Busetta       | 2        | 0       | -            | -            | 2        | 0      |
| D. Castellazzi   | 12       | 0       | -            | -            | 12       | 0      |
| Z. Cattaneo      | 8        | 0       | -            | -            | 8        | 0      |
| F. Deasti        | 22       | 2       | 1            | 0            | 23       | 2      |
| G. Fogar         | 30       | 3       | -            | -            | 30       | 3      |
| O. Franceschetti | 12       | 0       | -            | -            | 12       | 0      |
| B. Giorgi        | 35       | 0       | 1            | 0            | 36       | 0      |
| S. Maestri       | 35       | 10      | 1            | 0            | 36       | 10     |
| G. Maggioni      | 32       | 1       | 1            | 0            | 33       | 1      |
| A. Malavasi      | 32       | 1       | 1            | 0            | 33       | 1      |
| F. Morana        | 2        | -4      | -            | -            | 2        | -4     |
| R. Peretti       | 7        | 0       | 1            | 0            | 8        | 0      |
| G. Postiglione   | 31       | 4       | 1            | 0            | 32       | 4      |
| G. Ramusani      | 29       | 0       | 1            | 0            | 30       | 0      |
| G. Spagni        | 34       | 2       | 1            | 0            | 35       | 2      |
| F. Viappiani     | 4        | 0       | -            | -            | 4        | 0      |